# 9984 Gregbryant
9984 Gregbryant este un asteroid din centura principală de asteroizi.

## Descriere
9984 Gregbryant este un asteroid din centura principală de asteroizi. A fost descoperit pe 18 aprilie 1996 la Macquarie de Robert H. McNaught și Jack B. Child. Asteroidul prezintă o orbită caracterizată de o semiaxă mare de 2,49 ua, o excentricitate de 0,04 și o înclinație de 3,8° în raport cu ecliptica.